# Erwin Salzmann
Erwin Salzmann (* 17. Februar 1904 in Esslingen am Neckar; † 22. September 1990) war ein deutscher Wirtschaftsprüfer und Fabrikdirektor.

## Leben und Wirken
Nachdem Salzmann sein Abitur in Esslingen ablegte, machte er ein Banklehre und studierte Volks- und Betriebswirtschaftslehre an der TH München und in Tübingen mit dem Abschluss als Diplom-Kaufmann. In der Studienzeit und danach machte er eine weitere praktische Ausbildung in den Bereichen Industrie, Handel und Treuhandwesen. Von 1931 an war er als Wirtschaftsprüfer und Prokurist der Rheinischen Treuhandgesellschaft in Mannheim tätig. 1939 stieg er bei der Christian Dierig AG in Langenbielau in Schlesien ein, bei der er dem Vorstand angehörte. 1945 war er im Kriegsdienst tätig, ein Jahr später kehrte er als Schwerkriegsbeschädigter aus der sowjetischen Gefangenschaft zurück und nahm seine Tätigkeit im Vorstand der Christian Dierig AG auf, deren Sitz mittlerweile nach Augsburg verlegt wurde. Er war nunmehr auch Geschäftsführer der Textil-Treuhand GmbH Augsburg und hatte weitere Mandate und Führungspositionen inne, unter anderem war er Vizepräsident der IHK Augsburg und später deren Ehrenmitglied. Der Ehrensenator der Universität Augsburg war von 1968 bis 1973 Mitglied des Bayerischen Senats.